# Chodzież (comune rurale)
Chodzież è un comune rurale polacco del distretto di Chodzież, nel voivodato della Grande Polonia.
Ricopre una superficie di 212,74 km² e nel 2004 contava 5 338 abitanti.
Il capoluogo è Chodzież, che non fa parte del territorio ma costituisce un comune a sé.